# 中央廣場

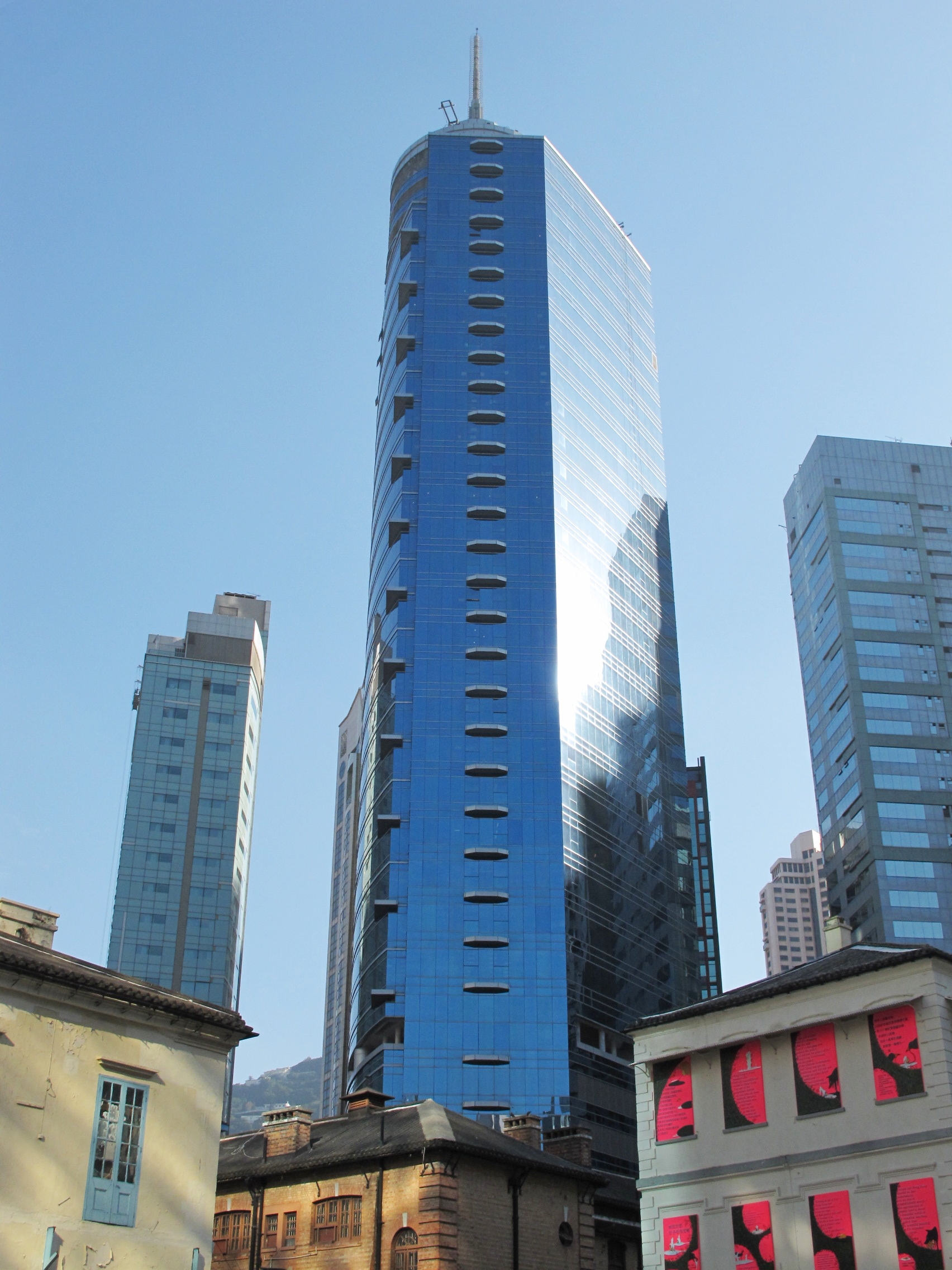
中央廣場

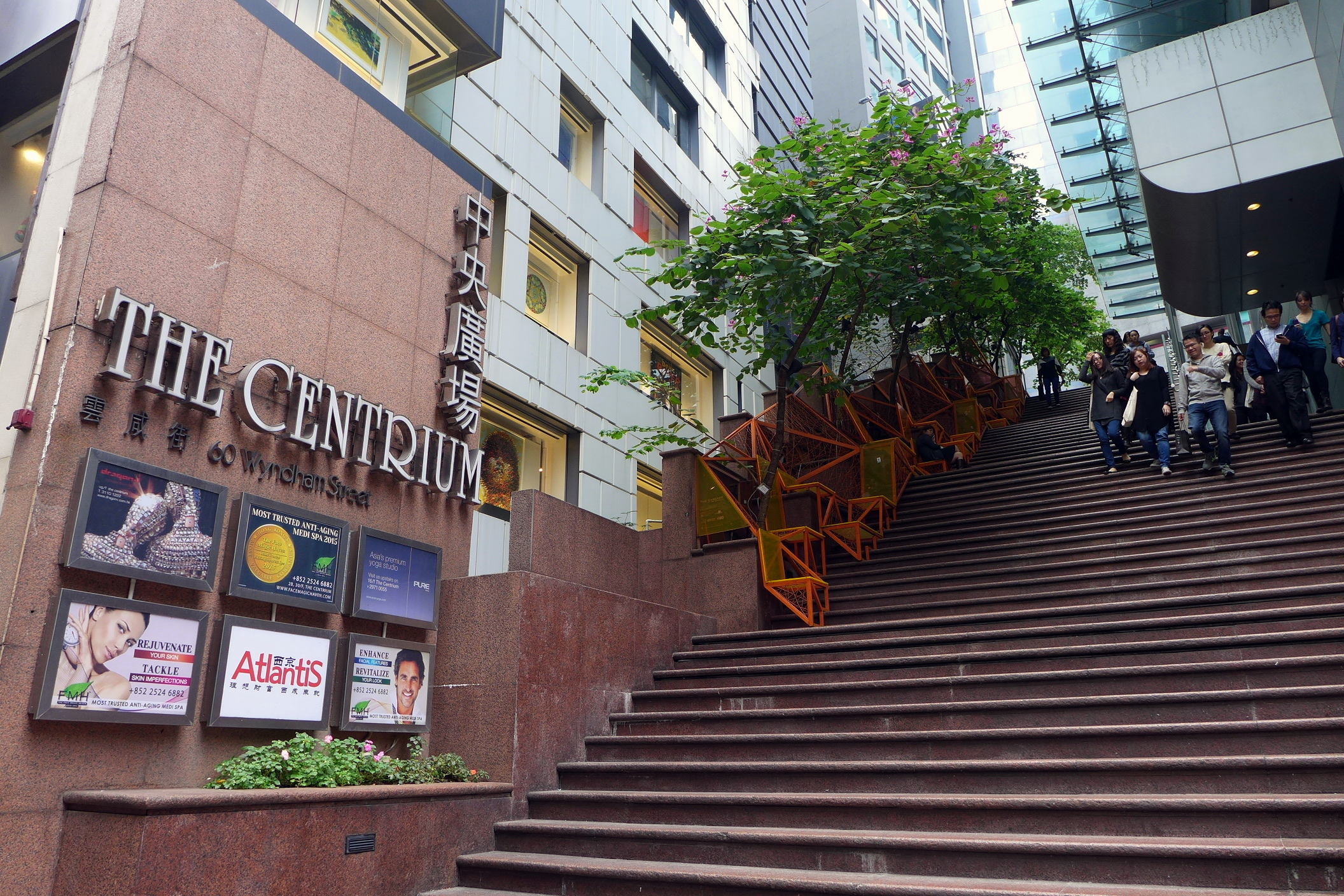
中央廣場入口樓梯

中央廣場（英語：The Centrium）位於中環蘭桂芳、蘇豪區旁邊，附近有中環特色的自動行人電梯，是一幢甲級商業大廈，發展商為信和置業，於2001年落成。大廈包括25層寫字樓及6層停車場，另設2層零售商舖，提供各類商店食肆，並有穿梭巴士往返港鐵中環站。
南華中國與信和置業各佔中央廣場30%及70%權益。
2012年3月，信和置業計劃拆售中央廣場。同年5月，26樓全層，面積約12,231方呎，以2.45億元成交，呎價約2萬元，為近年中環區少有全幢物業拆售個案。
2017年6月27日 ，南華中國委託第一太平戴維斯標售中環中央廣場的7層寫字樓，包括16、21、23、26、31、33及36樓，每層逾12,000方呎，意向價約30億元，可全數或以分層形式出售，7層總樓面約86,419方呎，呎價34,714元，截標日期為2017年7月31日（星期一）下午12時正。

## 鄰近
- 大館
- LKF Tower
- 蘭桂坊
- 環貿中心
- 藝穗會

## 外部連結
中央廣場官方網頁